# Lưu vong

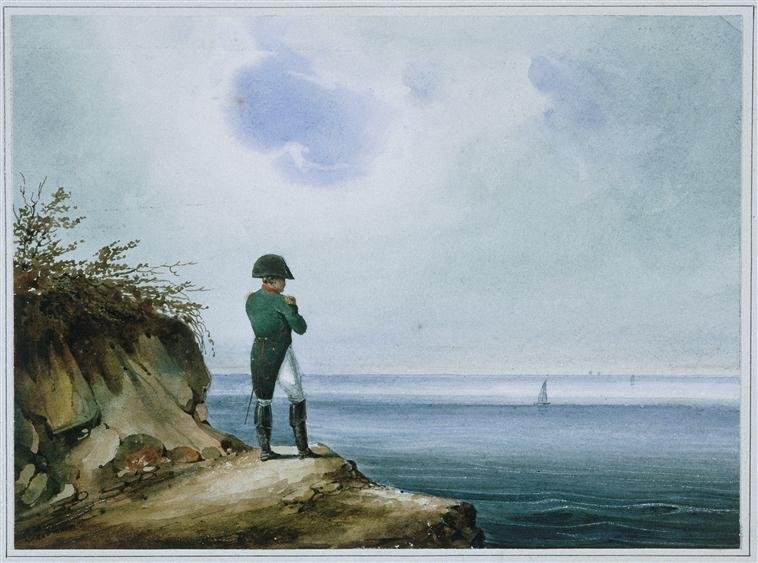
Cuộc lưu đày của Napoleon trên đảo Saint Helena của Franz Josef Sandmann (1820)

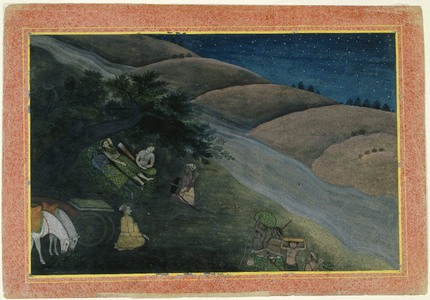
Đêm đầu tiên bị lưu đày - Bức tranh này xuất phát từ một bộ truyện nổi tiếng minh họa một trong những sử thi vĩ đại của Ấn Độ giáo, Ramayana. Nó kể câu chuyện về hoàng tử Rama, người bị lưu đày khỏi vương quốc của cha mình, chỉ có vợ và anh trai đi cùng.

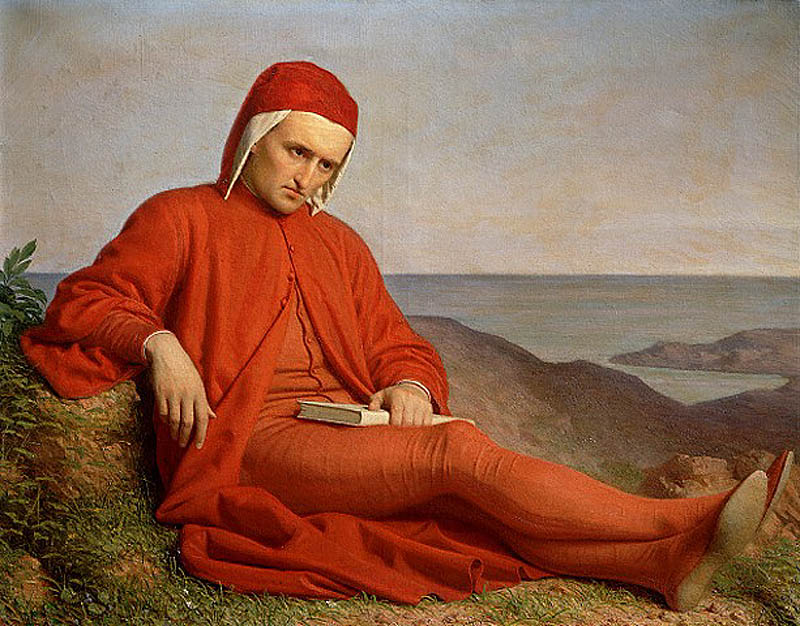
Dante khi lưu đày bởi Domenico Petarlini

Lưu đày hay lưu vong có nghĩa là phải xa nhà (ví dụ như làng, thị trấn, thành phố, tiểu bang, tỉnh, lãnh thổ hoặc thậm chí là quốc gia), trong khi bị từ chối không cho phép trở lại hoặc bị đe dọa bị cầm tù hoặc phải chết khi trở về.
Trong luật La Mã, exsilium biểu thị cả lưu vong tự nguyện và xua đuổi như một hình phạt tử hình thay thế cho cái chết. Trục xuất (deportation) là lưu vong cưỡng bức, và kéo theo sự mất mát suốt đời về quyền công dân và tài sản. Relegation là một hình thức trục xuất nhẹ hơn, trong đó bảo tồn quyền công dân và tài sản của chủ thể.
Các thuật ngữ diaspora và tị nạn mô tả lưu vong của một nhóm người, với lý do hoặc tự nguyện hoặc bị ép buộc, và "chính phủ lưu vong" mô tả một chính phủ của một quốc gia đã tái định cư và tranh luận về tính hợp pháp của nó từ bên ngoài quốc gia đó. Người lưu đày tự nguyện thường được mô tả như một hình thức phản kháng của người tuyên bố nó, để tránh bị bức hại và truy tố (như cáo buộc về thuế hoặc hình sự), một hành động xấu hổ hoặc ăn năn hoặc cô lập bản thân để có thể dành thời gian cho theo đuổi một mục đích cụ thể.
Điều 9 của Tuyên ngôn Nhân quyền quy định rằng "Không ai phải chịu sự bắt bớ, giam giữ hoặc lưu đày tùy tiện".

## Cá nhân

### Nguyên thủ quốc gia
Trong một số trường hợp, nguyên thủ quốc gia bị phế truất được phép lưu vong sau một cuộc đảo chính hoặc thay đổi chính phủ khác, cho phép một sự chuyển đổi hòa bình hơn diễn ra hoặc để trốn tránh công lý.

### Tránh thuế hoặc các vấn đề pháp lý
Một công dân giàu có chuyển đến khu vực tài phán với mức thuế thấp hơn được gọi là lưu vong tránh thuế. Những người sáng tạo như tác giả và nhạc sĩ có được sự giàu có bất ngờ đôi khi chọn giải pháp này. Ví dụ như nhà văn người Canada gốc Anh Arthur Hailey, người đã chuyển đến Bahamas để tránh thuế sau thành công của các tiểu thuyết Khách sạn và Sân bay, và ban nhạc rock người Anh, nhóm nhạc Stones, vào mùa xuân năm 1971, nợ các khoản thuế nhiều hơn mức họ có thể trả và rời khỏi Anh trước khi chính phủ có thể thu giữ tài sản của họ. Tất cả các thành viên của ban nhạc đã chuyển đến Pháp trong một khoảng thời gian họ ghi âm nhạc cho album được gọi là Exile on Main Street, Main Street của tựa đề đề cập đến French Riviera. Vào năm 2012, Eduardo Saverin, một trong những người sáng lập Facebook, đã gây chú ý bằng cách từ bỏ quốc tịch Hoa Kỳ trước khi thực hiện IPO của công ty mình. Saverin là công dân có 2 quyền công dân kép Brazil/Hoa Kỳ. Việc ông chuyển đến Singapore và từ bỏ quyền công dân của ông đã thúc đẩy một dự luật tại Thượng viện Hoa Kỳ, Đạo luật Ex-PATRIOT, sẽ buộc những người lưu vong giàu có như vậy phải nộp thuế đặc biệt để được quay trở lại Hoa Kỳ.
Trong một số trường hợp, một người tự nguyện sống lưu vong để tránh các vấn đề pháp lý, chẳng hạn như kiện tụng hoặc truy tố hình sự. Một ví dụ về điều này là Asil Nadir, người đã trốn sang Cộng hòa Thổ Nhĩ Kỳ Bắc Síp trong 17 năm thay vì phải đối mặt với việc bị truy tố liên quan đến công ty Polly Peck trị giá 1,7 tỷ bảng tại Vương quốc Anh.

### Tránh bạo lực hoặc bắt bớ, hoặc sau khi chiến tranh diễn ra
Những ví dụ bao gồm:
- Các học giả Iraq được yêu cầu trở về nhà "từ nơi lưu vong" để giúp xây dựng lại Iraq vào năm 2009 
- Người Do Thái chạy trốn khỏi bị Đức Quốc xã  bắt bớ.
- Những người đảm nhận vai trò tự do tôn giáo hoặc dân sự trong xã hội có thể bị buộc phải lưu vong do mối đe dọa đàn áp. Ví dụ, các nữ tu bị lưu đày sau cuộc đảo chính Cộng sản năm 1948 tại Tiệp Khắc.

### Uyển ngữ cho những người bị kết án
Người lưu vong, người của chính phủ, người hầu được chỉ định là tất cả các uyển ngữ được sử dụng ở Úc trong thế kỷ 19 cho những người bị kết án tại Anh đã bị đưa từ Anh đến các thuộc địa.